# Pietro Mazzei
Pietro Mazzei (Agliana, 31 ottobre 1916 – Bengasi, 12 aprile 1941) è stato un aviatore e militare italiano.
Pilota pluridecorato della Regia Aeronautica, partecipò alla seconda guerra mondiale militando nella specialità bombardamento in picchiata detto anche "a Tuffo".

## Biografia
Appassionatosi fin da ragazzo al mondo dell'aviazione, abbandonò gli studi per rispondere ad un bando di concorso della Regia Aeronautica ed il 20 luglio 1935 si arruolò volontario quale Aviere Allievo Sergente del corso speciale di pilotaggio nel ruolo combattente dell’Arma Aeronautica. Fu assegnato al Centro A.M. della II Zona Aerea Territoriale presso l’aeroporto di Padova dove prestò giuramento il 18 agosto seguente. Il 22 agosto fu ammesso a frequentare la scuola primaria di volo del Centro “Arturo dell’Oro” della III Z.A.T dell’aeroporto di Pisa. Il 4 dicembre 1935, in qualità di Primo Aviere Pilota fu avviato alla Scuola di Pilotaggio Aereo dell’aeroporto di Malpensa e successivamente, il 6 aprile 1936, fu assegnato al reparto di destinazione nel 5º Stormo d’Assalto di stanza presso l’aeroporto di Ciampino Sud.
Promosso al grado di Sergente Pilota il 6 giugno 1936; fu decorato di Medaglia di Bronzo al Valore Aeronautico il 1º febbraio 1938.
Nel giugno del 1938 fu scelto dal Capitano Ercolano Ercolani per far parte del costituendo Reparto Sperimentale di Volo a Tuffo che, nel maggio 1940, divenne unità bellica con la denominazione "96º Gruppo di Bombardamento a Tuffo" i cui voli di prova e addestramento venivano effettuati sul campo volo di Guidonia con aerei SM. 85 appositamente progettati e costruiti dalla SIAI Marchetti di Sesto Calende. Il 1º ottobre 1938 fu promosso per anzianità al grado di Sergente Maggiore.
Poco prima della seconda guerra mondiale i piloti del suo reparto furono chiamati “Picchiatelli” con evidente riferimento alle difficoltà ed al tipo di volo.
 
Il 3 giugno 1940 tale Gruppo fu trasferito all'aeroporto militare di Pantelleria e fu presto impiegato in operazioni di pattugliamento e ricerca. Il 20 giugno infatti il Sergente Maggiore Mazzei effettuò una ricognizione a vista di Tunisi ed il 30 giugno compì una ricerca di unità avversarie avvistate a ovest di Lampedusa, in vicinanza di Capo Bon (Tunisia).br>
Tuttavia il velivolo in dotazione al 96º Gruppo, lo S.M. 85, alla prova dei fatti, rivelò di non possedere i requisiti necessari alle importanti missioni attese dallo Stato Maggiore, che mirava ad un attacco diretto a Malta e, non essendo l’industria nazionale in grado di fornire in tempi brevi un altro aereo a ciò adatto, il Capo di Stato Maggiore della Regia Aeronautica Generale Francesco Pricolo si mise in contatto con il suo omologo germanico avanzando la richiesta di acquistare un certo numero di Junkers Ju 87 Stuka. Il 5 luglio 1940 fu pertanto scelto un gruppo di venti piloti, tra cui il Serg.Mag. Pietro Mazzei, che furono subito inviati alla Stukaschule presso l’aeroporto Thalerhof di Graz (Austria), per un corso di istruzione e di esercitazione di volo su aerei Junkers Ju-87.

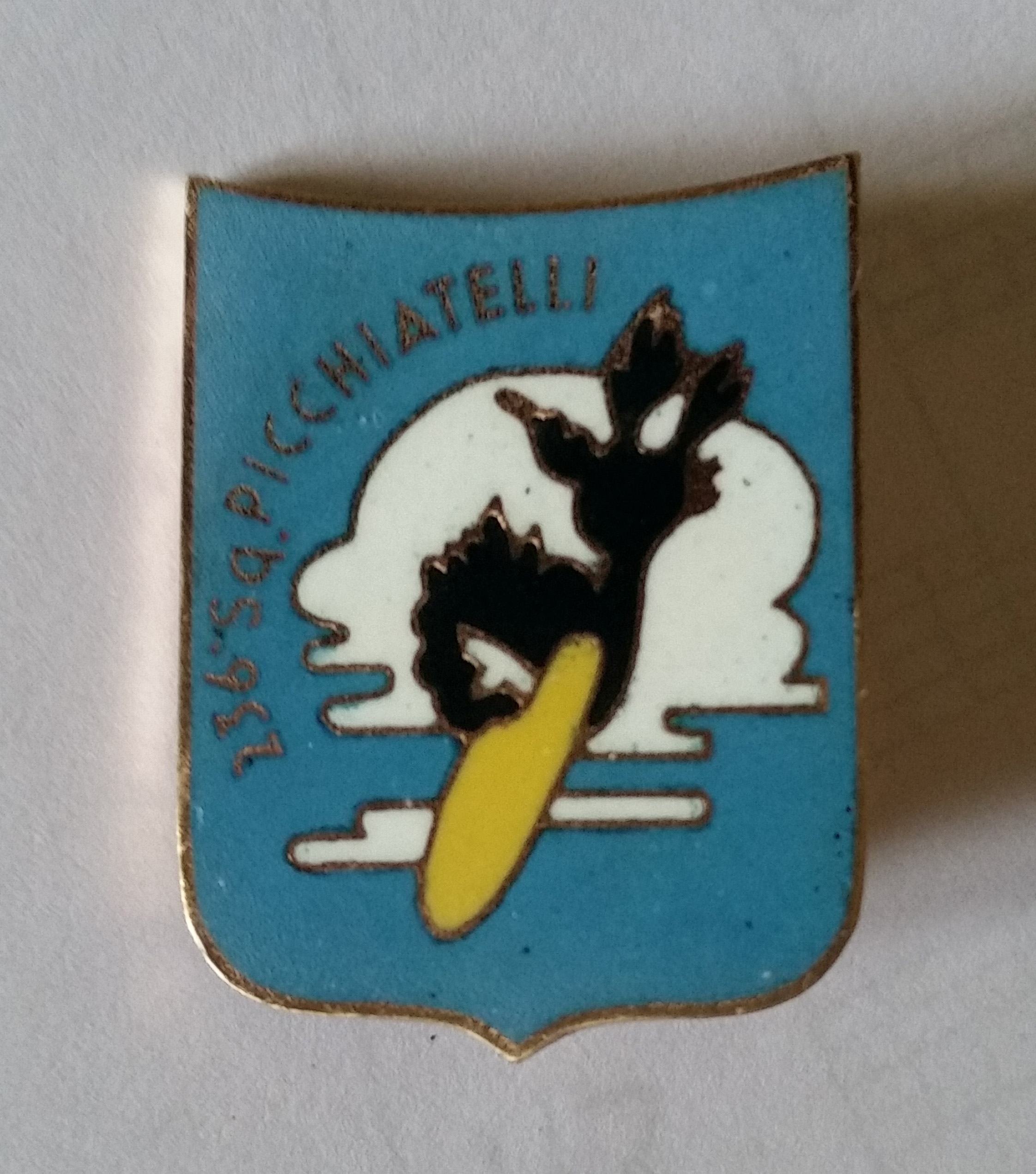
Stemma della 236ª Squadriglia

Il 15 agosto seguente, dopo un mese di corso, il Serg. Mag. Pietro Mazzei ed altri colleghi della 236°e della 237ª squadriglia tornarono in Patria con il primo scaglione di Stuka B-2 e Stuka R-2 e, dopo uno scalo di due giorni a Ciampino Est, ripartirono per la loro nuova base, Comiso, dove atterrarono il 21 agosto 1940.
Nel corso dei giorni seguenti i Picchiatelli furono impegnati in azioni dirette nel Mediterraneo orientale.
Il 2 settembre 1940, una squadriglia di "Picchiatelli", tra cui quello del Serg.Mag. Mazzei, compì un attacco a tre navi da guerra inglesi a tre miglia da La Valletta ed il 5 settembre 1940 un attacco all'aeroporto di Ħal Far (Malta).
Alla vigilia della dichiarazione di guerra alla Grecia questo Gruppo venne trasferito all'aeroporto di Lecce-Galatina dal 27 ottobre 1940.
Il Sergente Maggiore Mazzei, frattanto promosso al grado di Maresciallo Pilota, partecipò il 2 novembre ad un attacco agli impianti di Corfù, il 4 novembre alle batterie nemiche di Giannina (Grecia), l’11 novembre ad un bombardamento in picchiata del ponte sull'istmo del lago di Presba (Macedonia). Per il resto del mese, con cadenza quasi giornaliera prese parte ad analoghi attacchi a postazioni militari nemiche in territorio greco albanese. In relazione a queste azioni militari fu decorato con Medaglia d’Argento per il suo comportamento determinato e sprezzante del pericolo.
L’8 gennaio 1941 il 96º Gruppo ricevette l’ordine di tornare celermente alla base di Comiso con l’incarico di cooperare ad impedire il transito di un vasto convoglio navale inglese (Operazione Excess) attraverso il Canale di Sicilia. Il 10 gennaio 1941 la 236ª squadriglia (Ten. Fernando Malvezzi, Maresciallo Pietro Mazzei, Sergente Maggiore Giampiero Crespi), nel cielo del Mediterraneo, colpì in pieno l’incrociatore inglese HMS"Southampton" che riportò danni irreparabili.
In merito a questa azione il Maresciallo Mazzei fu decorato di Medaglia d’Argento al valor militare "sul campo". Ai primi di febbraio 1941 cinque aerei della 236ª squadriglia tra cui quello del Maresciallo Pietro Mazzei furono inviati in Libia.

Il 9 aprile 1941 i velivoli della 236ª squadriglia, durante una tappa di avvicinamento a Tobruk, discesi da poco sull'aeroporto di Derna, furono oggetto di mitragliamento da parte di cinque caccia Hurricane del 73 Squadron RAF piombati sul campo a volo radente. Il Maresciallo Mazzei, ferito, fu trasportato all'ospedale di Bengasi dove morì il 12 aprile 1941.
I suoi resti rimasero in Libia fino a che la famiglia ne chiese il rimpatrio nel 1972, dopo l'ondata
di nazionalismo sollevata dal colonnello Muhammad Gheddafi che minacciava la distruzione dei cimiteri italiani in quel Paese.

### Periodici
- Daniele Lembo, I tuffatori della Regia, in Aerei nella Storia, n. 8, Parma, West-Ward Edizioni, novembre 1999,  pp. 30-38.